# Ricky Petrucciani
Ricky Petrucciani (Locarno, 30 giugno 2000) è un velocista svizzero, campione europeo under 23 dei 400 metri piani a Tallinn 2021 e medaglia d'argento agli Europei di Monaco di Baviera 2022.

## Biografia
Ha rappresentato la Svizzera agli Europei indoor di Glasgow 2019 e di Toruń 2021, senza raggiungere la finale dei 400 metri piani, dopo aver vinto il bronzo nella specialità agli Europei under 20 di Borås 2019.
Ha vinto la medaglia d'oro agli Europei under 23 di Tallinn 2021 battendo, con il suo primato e quello dei campionati, il belga Jonathan Sacoor e l'italiano Edoardo Scotti.

## Palmarès
| Anno | Manifestazione  | Sede      | Evento        | Risultato  | Prestazione | Note                                     |
| ---- | --------------- | --------- | ------------- | ---------- | ----------- | ---------------------------------------- |
| 2016 | Europei U18     | Tbilisi   | 400 m piani   | Batteria   | 49"75       |                                          |
| 2016 | Europei U18     | Tbilisi   | Staffetta     | Batteria   | 2'00"52     |                                          |
| 2017 | Europei U20     | Grosseto  | 400 m piani   | Semifinale | 47"41       |                                          |
| 2017 | Europei U20     | Grosseto  | 4×400 m       | 6º         | 3'11"67     |                                          |
| 2018 | Mondiali U20    | Tampere   | 400 m piani   | Semifinale | 47"39       |                                          |
| 2018 | Mondiali U20    | Tampere   | 4×400 m       | Batteria   | 3'09"48     |                                          |
| 2018 | Europei         | Berlino   | 4×400 m       | Batteria   | dq          |                                          |
| 2019 | Europei indoor  | Glasgow   | 400 m piani   | Batteria   | 47"83       |                                          |
| 2019 | Europei U20     | Borås     | 400 m piani   | Bronzo     | 46"34       |                                          |
| 2021 | Europei indoor  | Toruń     | 400 m piani   | Semifinale | 46"72       |                                          |
| 2021 | Europei U23     | Tallinn   | 400 m piani   | Oro        | 45"02       | Record dei campionati                    |
| 2021 | Europei U23     | Tallinn   | 4×400 m       | Finale     | dnf         |                                          |
| 2021 | Giochi olimpici | Tokyo     | 400 m piani   | Semifinale | 45"26       |                                          |
| 2022 | Mondiali        | Eugene    | 400 m piani   | Batteria   | 46"60       |                                          |
| 2022 | Europei         | Monaco    | 400 m piani   | Argento    | 45"03       | Miglior prestazione personale stagionale |
| 2022 | Europei         | Monaco    | 4×400 m       | Batteria   | dnf         |                                          |
| 2023 | Europei indoor  | Turchia   | 400 m piani   | Batteria   | 47"32       |                                          |
| 2023 | Mondiali        | Budapest  | 4×400 m mista | Batteria   | 3'14"38     |                                          |
| 2024 | World Relays    | Nassau    | 4×400 m mista | Batteria   | 3'14"47     |                                          |
| 2024 | Europei         | Roma      | 400 m piani   | Semifinale | 45"47       | Miglior prestazione personale stagionale |
| 2024 | Europei         | Roma      | 4x400 m       | Batteria   | dq          |                                          |
| 2025 | Europei indoor  | Apeldoorn | 400 m piani   | Batteria   | 46"79       |                                          |
| 2025 | World Relays    | Guangzhou | 4x400 m mista | Batteria   | 3'16"27     |                                          |